# UIC Flames

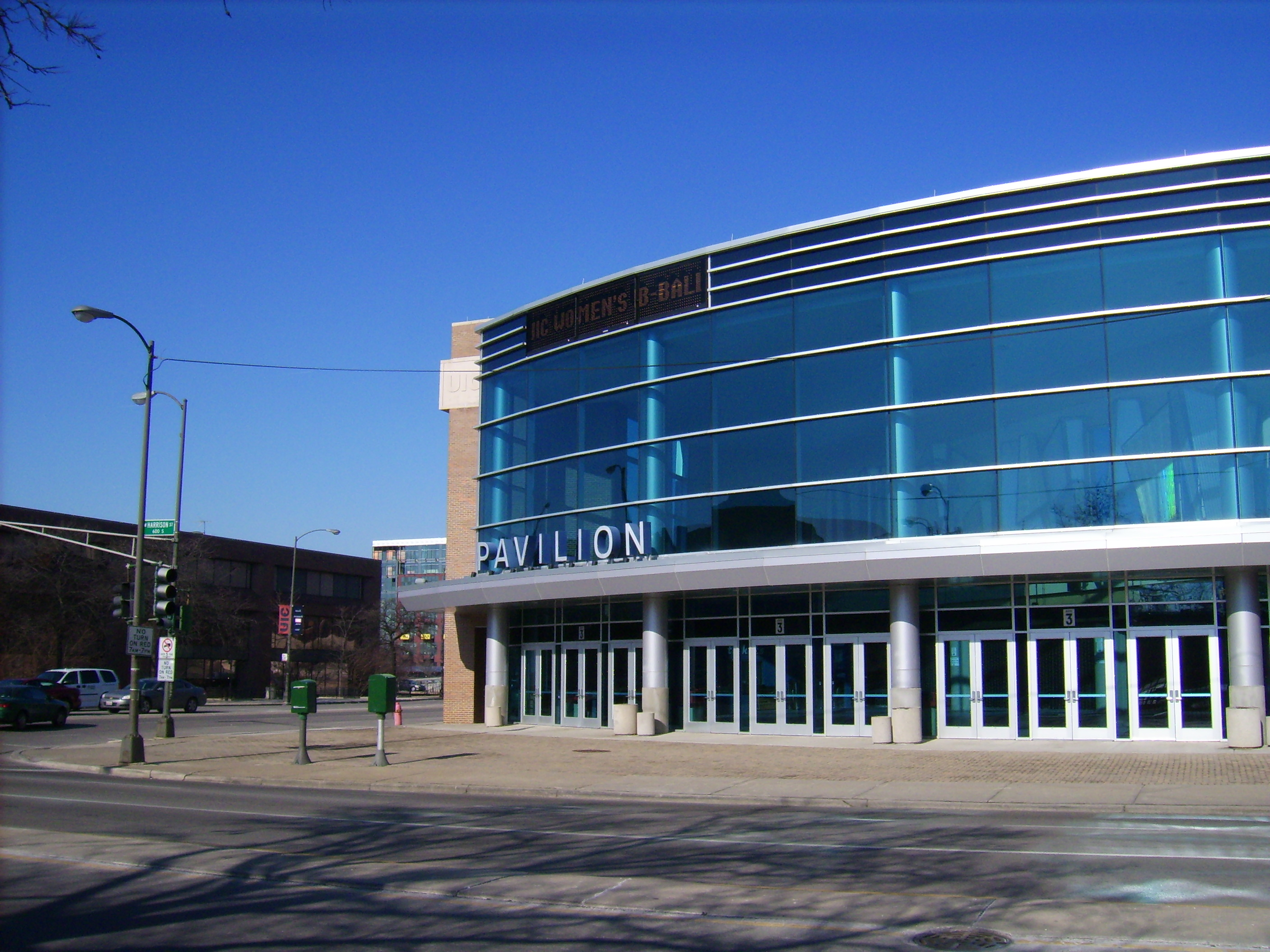
Credit Union 1 Arena.

UIC Flames (español: Llamas de la Universidad de Illinois en Chicago) es el nombre que reciben los equipos deportivos de la Universidad de Illinois en Chicago, situada en Chicago, en el estado de Illinois. Los equipos de los Flames participan en las competiciones universitarias organizadas por la NCAA, y forman parte de la Missouri Valley Conference, de la cual son miembros de pleno derecho desde 2022. Antes de 2022, los Flames habían sido miembros de la Horizon League desde 1994.

## Apodo y mascota
El primer apodo de los equipos deportivos de la UIC fue el de Chikas, que hacía referencia a la abreviatura de la ciudad, Chicago, y a la tribu nativa de los Chickasaw, pero en 1982 fue cambiado por el de Flames, debido por una parte a la política de no hacer mención a tribus nativas y por el otro a su significado en castellano, chicas. La mascota de los equipos se llama Sparky D. Dragon.

## Programa deportivo
Los Flames participan en las siguientes modalidades deportivas:
| - Masculino - Baloncesto - Béisbol - Cross - Atletismo - Natación - Fútbol - Gimnasia - Tenis | - Femenino - Baloncesto - Cross - Atletismo - Tenis - Natación - Voleibol - Softball - Gimnasia |

### Baloncesto
Los mayores logros de los Flames en baloncesto fueron la clasificación en 1998, 2002 y 2004 para el Torneo de la NCAA, y en 2003 para el National Invitation Tournament. Sólo un jugador de los Flames ha llegado a la NBA. Se trata de Sherell Ford, que jugó en la temporada 1995-96 en los Seattle Supersonics.

### Béisbol
El equipo de béisbol ganó entre 2001 y 2006 la fase regular de la Horizon League. Sólo uno de sus jugadores ha llegado a debutar en las Grandes Ligas, Curtis Granderson, actualmente en las filas de los New York Yankees.

## Instalaciones deportivas
- Credit Union 1 Arena (históricamente UIC Pavilion) es el pabellón donde disputan sus partidos los equipos de baloncesto. Tiene una capacidad para 8.000 espectadores en los partidos de baloncesto y voleibol y de 10.500 para conciertos. Fue durante unos años la sede también de las Chicago Sky de la WNBA.[5]
- Les Miller Field es donde se disputa la competición de béisbol. Su construcción data de 1996, y su nombre es en honor a Les Miller, que entrenó al equipo de los Flames durante 31 años.[6]
- Flames Field es el estadio donde disputan sus partidos los equipos de fútbol. Fue construido en 1996, y cuenta con una capacidad para 1000 espectadores sentados.[7]